# آلومینیج
آلومینیج (انگلیسی: Aluminij) شرکت معدن و فلزات در بوسنی و هرزگوین است، که در سال ۱۹۷۵ تأسیس شد.